# Belenois theuszi
Belenois theuszi е вид пеперуда от семейство Pieridae. Видът не е застрашен от изчезване.

## Разпространение
Разпространен е в Ангола, Габон, Демократична република Конго, Екваториална Гвинея, Камерун, Нигерия, Уганда и Централноафриканска република.